# Epideira schoutanica
Epideira schoutanica é uma espécie de gastrópode do gênero Epideira, pertencente à família Horaiclavidae.